# Eduard von Grützner
Eduard von Grützner (ur. 26 maja 1846 Karłowicach Wielkich, zm. 2 kwietnia 1925 Monachium) – pruski malarz i grafik ze szkoły monachijskiej. Zajmował się głównie malarstwem rodzajowym.

## Życiorys
Eduard Grützner urodził się w 1846 roku jako siódme i najmłodsze dziecko w niezbyt zamożnej rodzinie chłopskiej w Großkarlowitz, niedaleko Nysy. Miejscowy proboszcz Fischer często odwiedzał dom rodziców Eduarda, ponieważ ojciec chłopca był starszym kościoła. Wkrótce zauważył talent i zamiłowanie Eduarda do malarstwa. Już jako chłopiec opiekujący się zwierzętami, rysował na wszystkim, co wpadło mu w ręce. Zarządca pobliskiego majątku hrabiego dostarczał mu papieru i cieszył się, kiedy chłopiec, oprócz niezliczonych obrazów zwierząt i ludzi, trafnie rysował mieszkańców wsi z ich cechami charakterystycznymi.
Proboszcz Fischer umożliwił mu uczęszczanie do gimnazjum w Nysie i w 1864 roku, dzięki pomocy architekta Hirschberga, przekazał go do Monachium na naukę w prywatnej szkole Hermanna Dycka. Jednak nauka w Kunstgewerbeschule u Hermanna Dycka była krótka. Już w tym samym semestrze przeniósł się do klasy antycznej w Akademii pod kierunkiem Johanna Georga Hiltenspergera i Alexandra Ströhubera (1814–1882), gdzie studenci mieli poznać ideały piękna starożytności.
W 1865 roku Grützner zapisał się na kurs malarstwa w Akademii, w klasie Hermanna Anschütza. W międzyczasie szukał porad i inspiracji u Carla Theodora von Piloty’ego, w 1867 roku został przyjęty do jego klasy.
Klasa Piloty’ego była wypełniona przyszłymi artystami z różnych zakątków świata. Najliczniej reprezentowani byli Węgrzy, Niemcy z różnych stron, Rosjanie, Polacy i Grecy. Trzy lata później Grützner opuścił Akademię. W 1870 roku otworzył własne studio w ogrodowym domku przy Schwanthalerstraße 18 w Monachium. Powstało w tym okresie wiele dzieł w krótkim czasie.
Grützner był pasjonatem i wielkim kolekcjonerem, początkowo preferował dzieła sztuki z okresu niemieckiej późnego gotyku i wczesnego renesansu. Jednak w ostatniej dekadzie swojego życia odwrócił się od sztuki późnego średniowiecza i zaczął zbierać dzieła sztuki z Dalekiego Wschodu. Na większości swoich kompozycji umieszczał jednak prawie zawsze stare przedmioty, głównie z własnej kolekcji antyków.
W 1874 roku Grützner poślubił Barbarę Link, która dwa lata później urodziła ich córkę Barbarę, którą Grützner nazywał „Bärbele”. W 1883 roku Grützner zlecił zbudowanie swojej willi według projektu architekta Leonharda Romeisa, w pobliżu ogromnego kompleksu Maximilianeum w Praterbergl. W 1884 roku, po dziesięciu latach szczęśliwego małżeństwa, zmarła jego żona Barbara.
W 1886 roku czasopismo „Die Kunst für Alle”, redagowane przez malarza i pisarza Friedricha Pechta, poinformowało, że książę regent Luitpold Bawarski przyznał tytuł profesora malarzom Eduardowi Grütznerowi i Ludwigowi Willroiderowi.
W 1888 roku Grützner zaręczył się z Anną Wirthmann, córką dowódcy miejskiego garnizonu Monachium, która wkrótce urodziła syna Karla Eduarda. Po tym, jak otrzymał Krzyż Rycerski I Klasy Orderu św. Michała w 1880 roku, w 1916 roku otrzymał szlachectwo, zostając Rycerzem Orderu Zasługi Bawarskiej Korony.

## Galeria

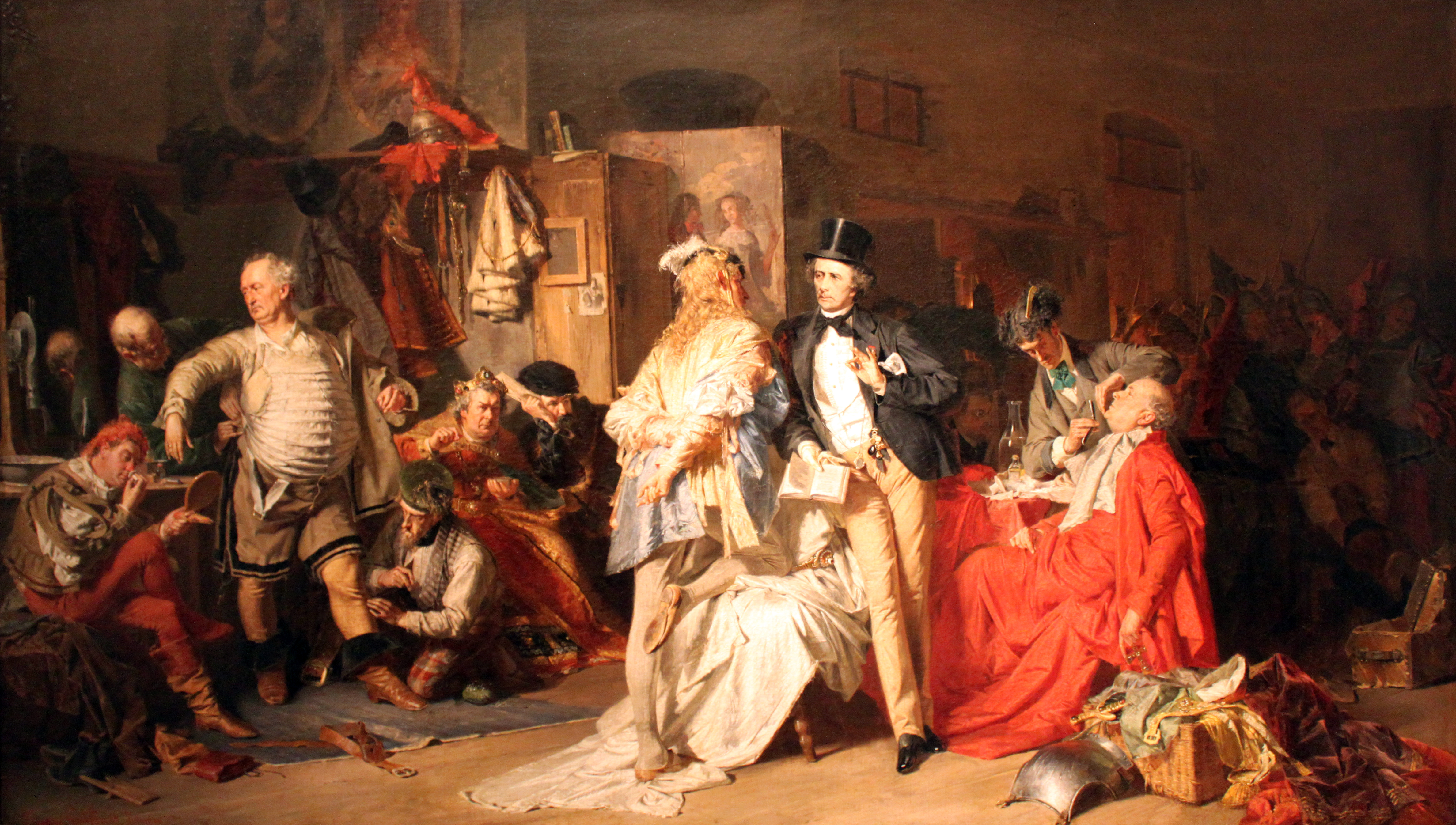
Hinter den Kulissen, 1870
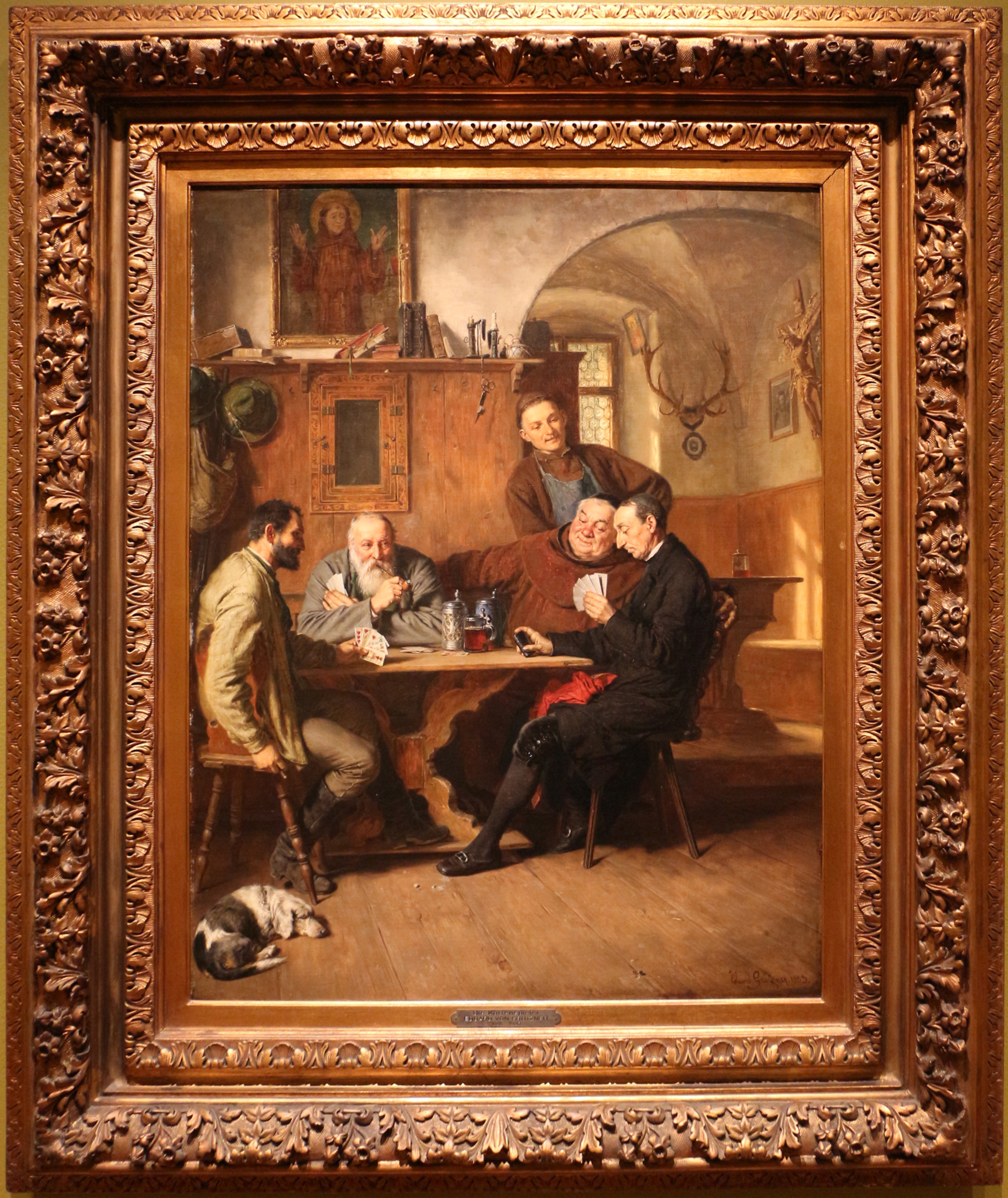
Die Kartenspieler, 1883
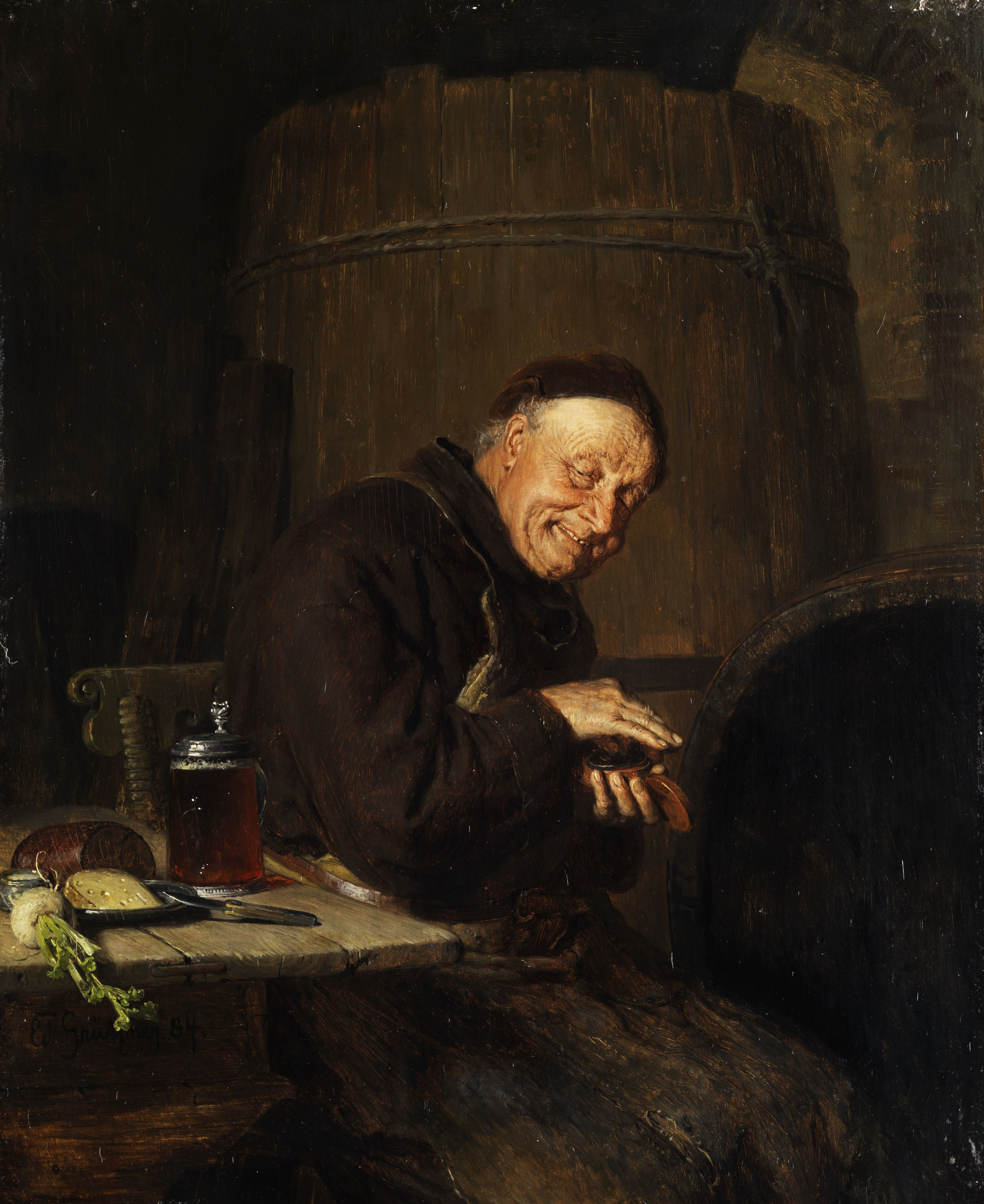
Vor der Brotzeit, 1884
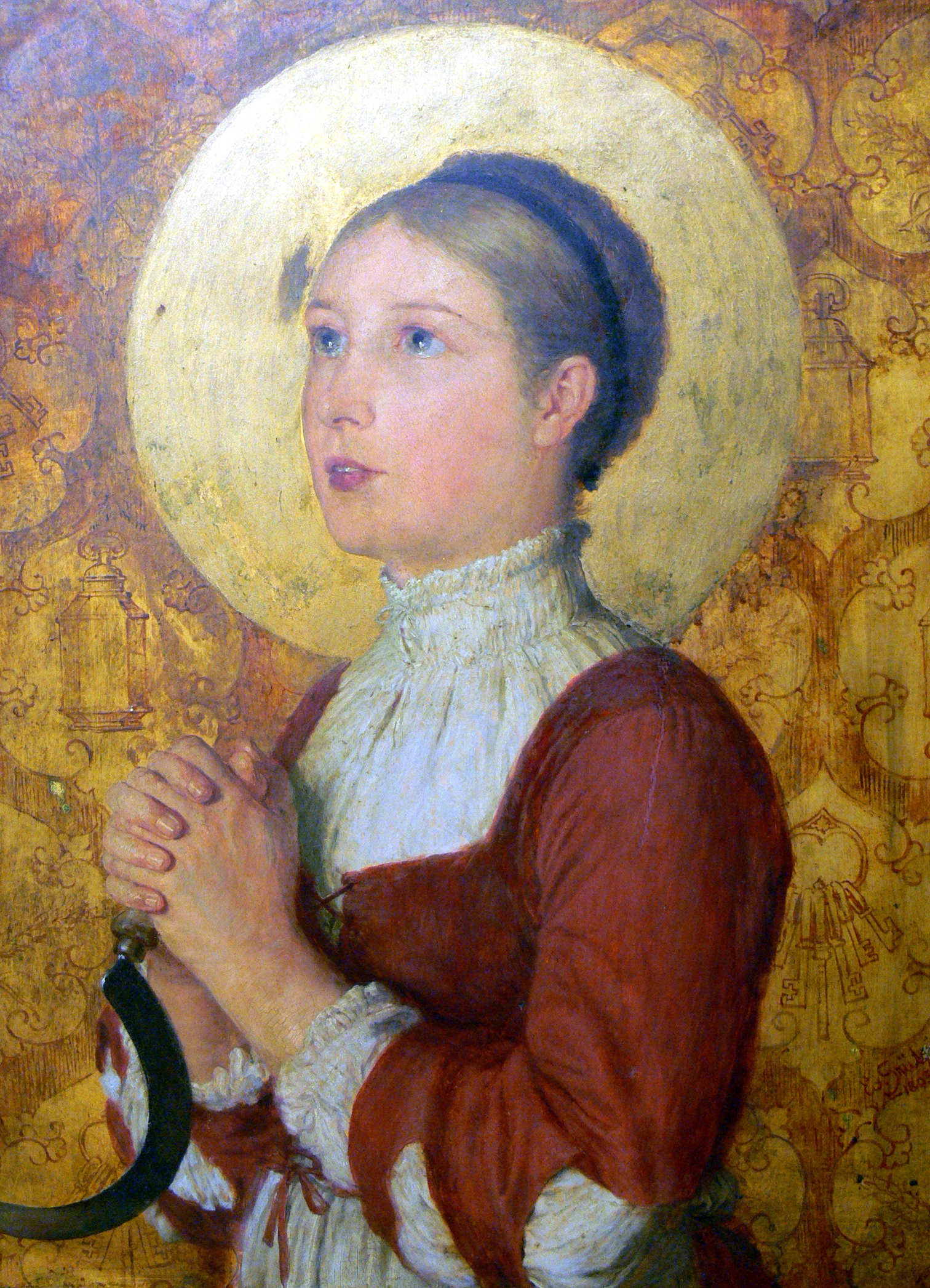
Notburga von Rattenberg, 1895
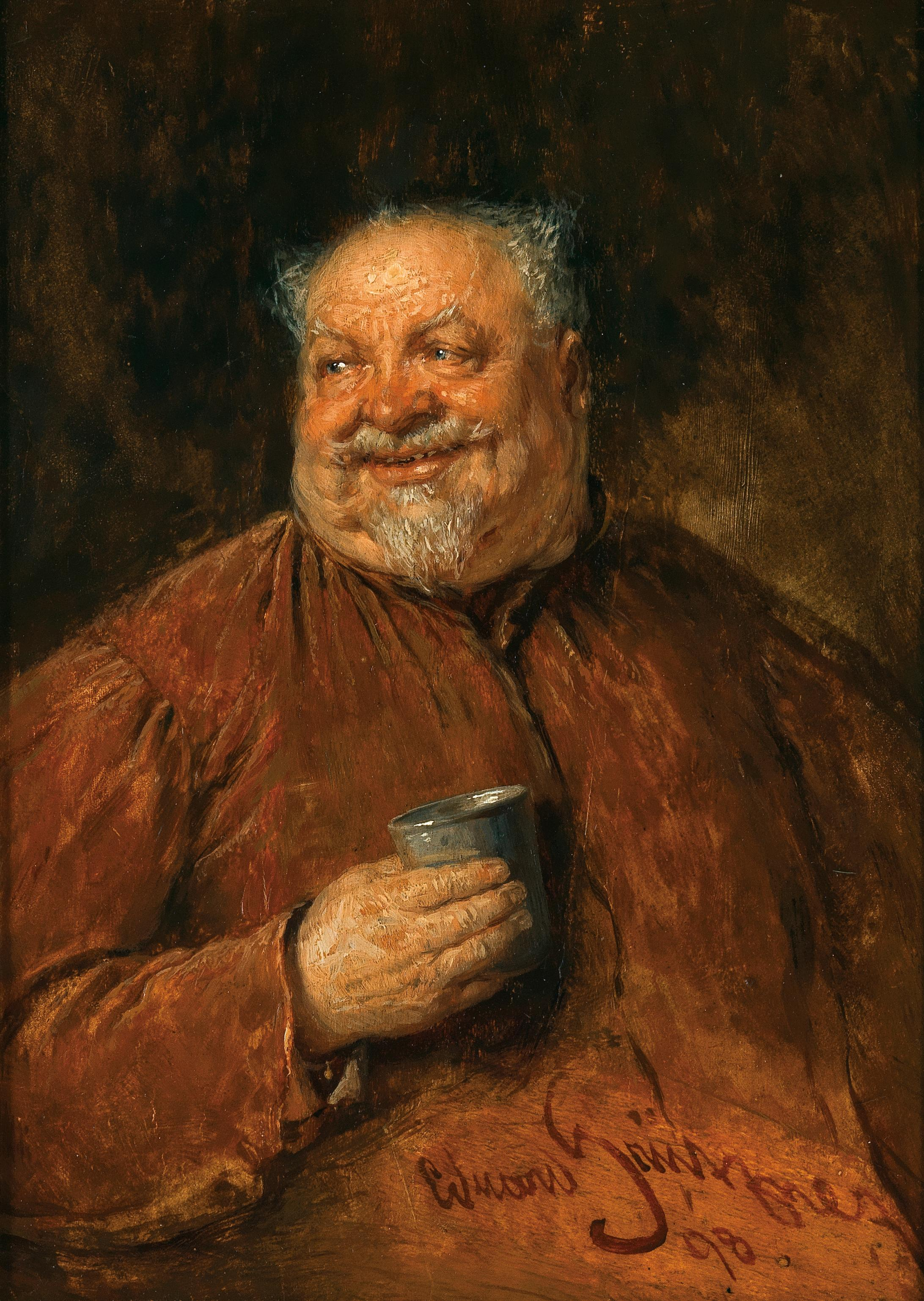
Falstaff, 1898
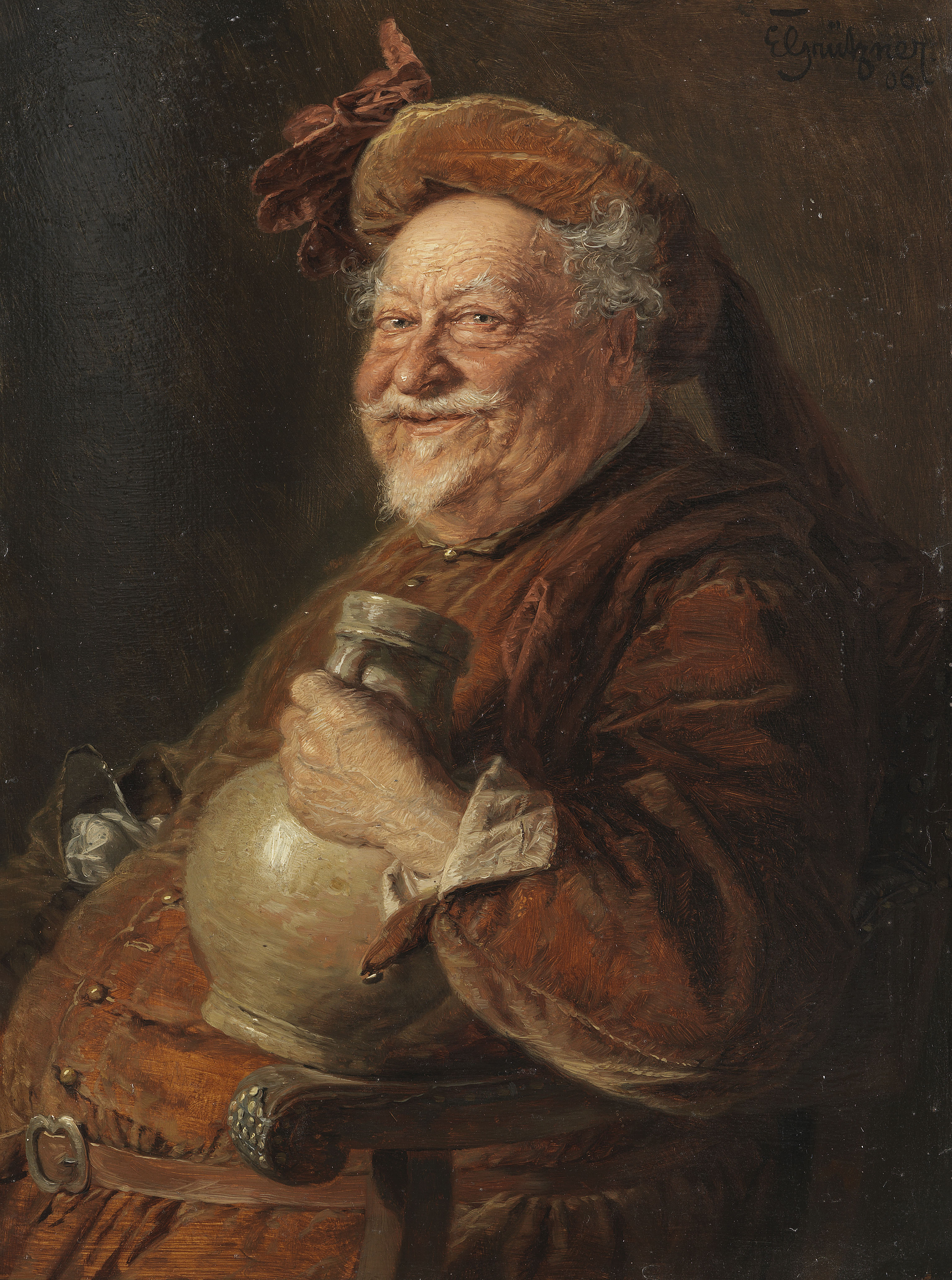
Falstaff, 1906
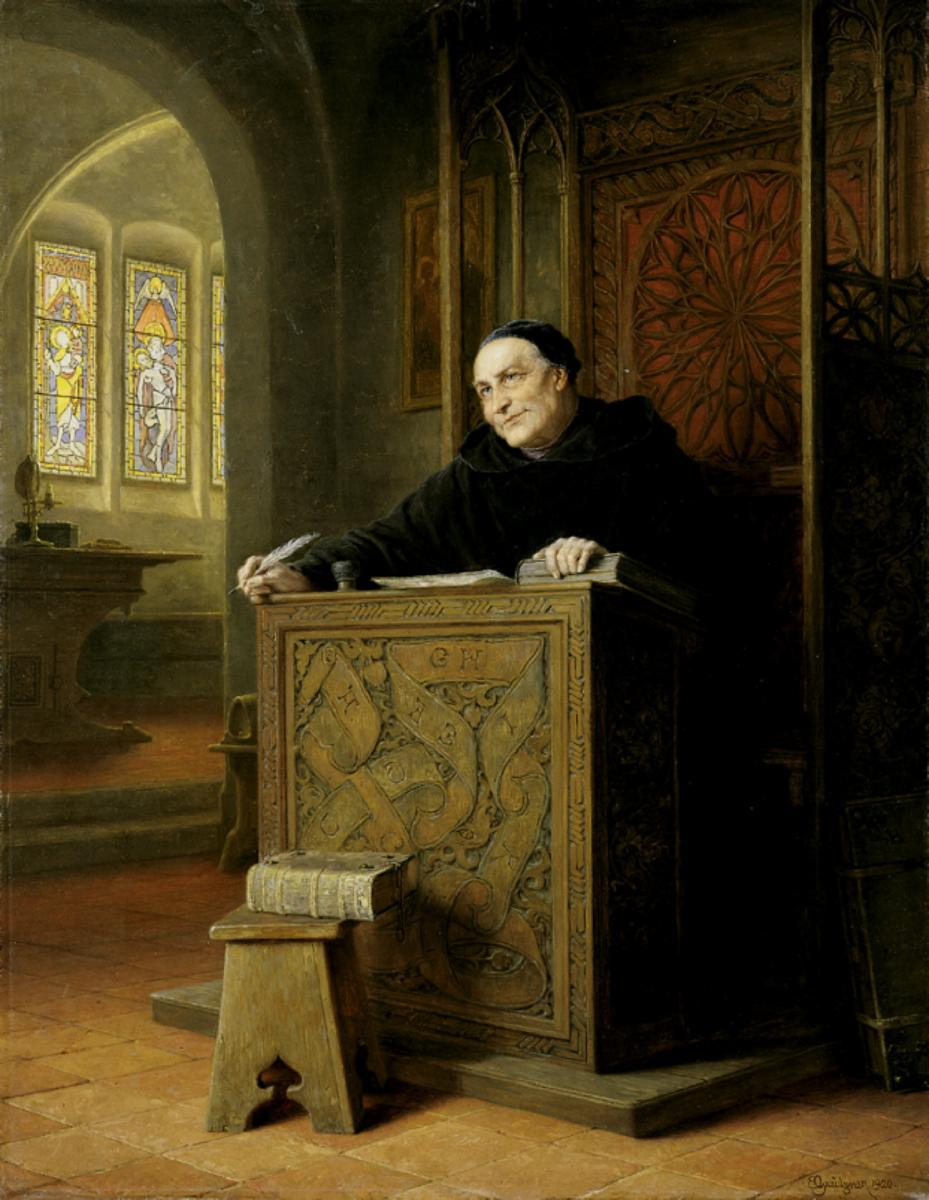
Der Heilige Ottmar Von St. Gallen, 1920